# Ronald Zollman
Ronald Zollmann (1950, Amberes, Bélgica) es un director de orquesta belga, director huésped principal de la Orquesta Sinfónica de la Radio Checa. También ha dirigido la Orquesta Filarmónica de la UNAM y la Northern Israel Symphony.  